# Opération Undertone
Seconde Guerre mondiale
Batailles
Campagne d'Allemagne de 1945
- Blackcock
- Veritable
- Blockbuster
- Grenade
- Lumberjack
  - Remagen
- Undertone
- Traversée du Rhin
- Varsity
- Poche de la Ruhr
- Francfort
- Wurtzbourg
- Cassel
- Heilbronn
- Friesoythe
- Nuremberg
- Hambourg
- Amherst
- Archway
- Château d'Itter

Front d’Europe de l’Ouest
Front d’Europe de l’Est
Campagnes d'Afrique, du Moyen-Orient et de Méditerranée
Bataille de l’Atlantique
Guerre du Pacifique
Guerre sino-japonaise
L'opération Undertone est une offensive menée par la 1re armée française et la 7e armée américaine à la fin de la Seconde Guerre mondiale en mars 1945. Elle oppose principalement le 6e groupe d'armées des États-Unis du général Jacob Devers au groupe d'armées G de la Wehrmacht du général Paul Hausser. 
Véritable succès, Undertone prend fin le 24 mars, date du déclenchement des opérations Plunder et Varsity qui permettent d'entrer proprement dit en Rhénanie-du-Nord-Westphalie, au cœur de l'industrie de guerre allemande et d'encercler la Wehrmacht dans la poche de la Ruhr.

## Prélude et objectifs
Mise au point par Dwight David Eisenhower le 13 février 1945, l'opération a pour objectif de sécuriser la rive occidentale du Rhin à l'est de la Moselle (secteur entre Sarrebruck et Haguenau dans la région du Palatinat rhénan) et est fixée au 15 mars, devant débuter seulement après que le 21e groupe d'armées britannique aura atteint le Rhin.
Prenant en compte que les Allemands sont déterminés à défendre la ligne Siegfried, il est décidé de d'abord bombarder massivement les positions allemandes avant que l'assaut de la 7e armée américaine du général Alexander Patch et de la 1re Armée française de Jean de Lattre de Tassigny sous contrôle opérationnel américain (en direction de Lauterbourg) puisse débuter.

## Déroulement de l'opération

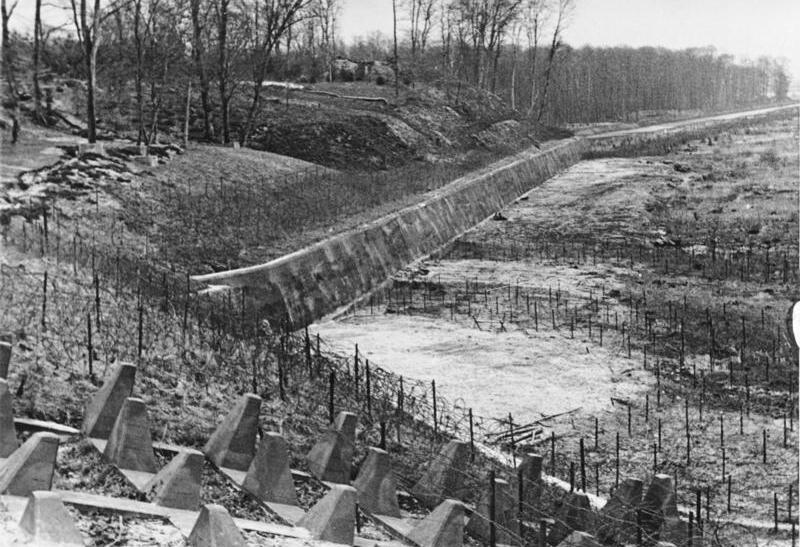
Les fortifications de la ligne Siegfried (Westwall) dans le secteur du Bienwald, dont la prise est assignée à la 3e division d'infanterie algérienne.

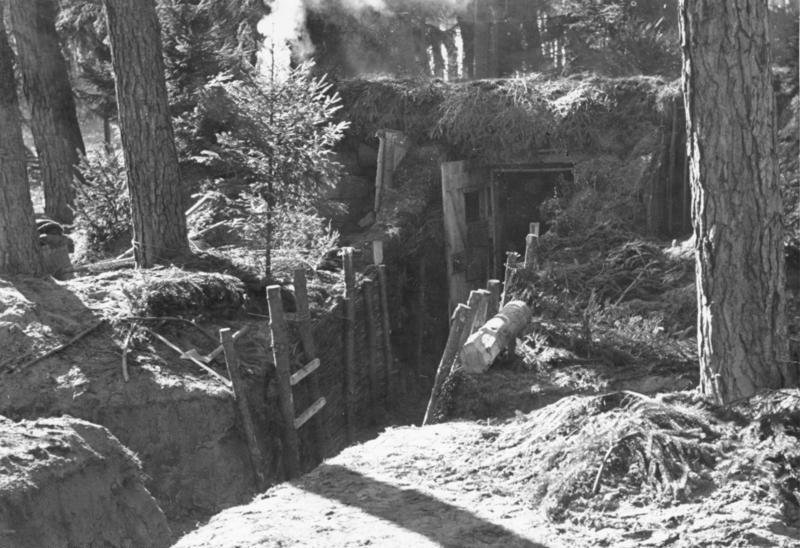
Bunker allemand du Westwall dans le Bienwald.

L'opération terrestre est préparée par les avions alliés de la XII Tactical Air Command au nord de l'Alsace et de la Lorraine le 14 mars, détruisant les routes à l'ouest de Mouterhouse tandis que les bombardiers de la 8th USAAF bombardent les fortifications allemandes de la ligne Siegfried (Westwall).
Le 15 mars, soutenus par la 3e armée américaine qui parvient à couper les lignes de communication allemandes, les troupes de Undertone percent les défenses allemandes, parsemées de bunkers et de casemates, progressant jusqu'au Rhin dans le secteur de Karlsruhe en seulement dix jours. Les Français de la 3e division d'infanterie algérienne progressent initialement très peu, étant bloqués par les champs de mines et les nids de mitrailleuses allemands à Oberhoffen-sur-Moder.
Le 16 mars, date du franchissement de la Moselle par les Américains, Bitche et Haguenau sont libérées. Le 19, ce sont Wissembourg et Lauterbourg qui sont libérées ainsi que l'ensemble du nord du Bas-Rhin (Outre-Forêt) et de la Moselle (pays de Bitche). La France est quasiment entièrement libérée, hormis quelques poches de résistances telles que Lorient, Saint-Nazaire, Dunkerque. Hitler ordonnant par ailleurs la mise en œuvre de la politique de la terre brûlée.
Le même jour, les Allemands font sauter l'ensemble des ponts traversant le Rhin, deux jours après l'effondrement du pont de Remagen, les Alliés étant parvenus en revanche à faire passer 18 bataillons de l'autre côté du fleuve.
Le 20 mars, la Luftwaffe tente désespérément de mettre un frein à la progression alliée en envoyant 300 avions dont des chasseurs à réaction Messerschmitt Me 262 qui infligent des pertes mineures aux Américains avant d'être neutralisés par leurs unités de DCA (revendiquant avoir abattu 25 avions allemands) et la XIX Tactical Air Command de l'United States Air Force (qui affirme avoir abattu 8 avions allemands). Les troupes françaises de la 3e division d'infanterie algérienne et un groupe de combat de la 5e division blindée sous le commandement de Jean de Lattre de Tassigny avancent quant à elles jusqu'à 19 kilomètres derrière la Lauter vers le Bienwald, une importante forêt où étaient implantés des dispositifs de la ligne Siegfried (ou Westwall), à savoir des bunkers, des tranchées et d'autres obstacles, défendus par des éléments de la 257e division de Volksgrenadiers et de la 905e division d'infanterie d'entraînement.
Le 24 mars, l'opération est considérée comme un succès, les troupes allemandes du Palatinat rhénan battant en retraite pour se redéployer sur la rive orientale du Rhin. La 7e armée américaine et la 1re armée française capturèrent environ 22 000 soldats allemands pendant l'opération, tandis que la 3e armée américaine (dont les pertes s’élèvent à 5 220 hommes, dont 681 tués) estime que les Allemands avaient perdu 113 000 hommes dont de nombreux capturés pendant sa progression.

## Conséquences
La victoire de Devers permet aux armées alliées de mettre le pied sur la rive occidentale du Rhin, le long de la frontière avec l'Allemagne.